# حصار مضايا
حصار مضايا يشير إلى الحصار الذي فرضته الحكومة السورية على بلدة مضايا في محافظة ريف دمشق منذ تموز 2015 بواسطة الألغام الأرضية والتي تمّ زرعها بكثافه في كل حدود البلدة إضافة إلى نشر قوات الجيش السوري وحزب الله على مداخل البلدة منع دخول أي مدني وذلك في إطار الحرب ضد المُعارضة وأي بيئة حاضنة له ضمن الحرب الاهلية السورية.
ويبلغ عدد سكان مضايا قرابة 15 ألف قبل الحِصار إلا أنه بعد فرض الحِصار تم إجبار 20 ألف مدني من المناطق المُجاورة للبلدة مثل بقين والزبداني وبلودان من أجل تجميعهم في منطقة صغيرة واحدة، وتسبب الحصار في ارتفاع معدلات الوفاة اليومية ليصل إلى وفاة 3 أشخاص يومياً في الأيام الخمسة الأولى من عام 2016 ، وحسب المنظمة العربية للحقوق الإنسان في بريطانيا فإن الحصار تسببت في واحدة من أسوأ الأزمات الإنسانية التي خلّفتها سياسة الحصار التي ينفذها النظام السوري.
كان اتفاق الهدنة الذي تم في 28 ديسمبر 2015، والمعروف باسم «الزبداني-الفوعة وكفريا» قد نص على رفع الحصار عن مضايا بالتزامن مع إجلاء الجرحى، إلا أنه لم يرفع الحصار ولم تفتح طرق آمنة لخروج السكان، وحسب مصدرٌ لسي ان ان بالعربية، فإن رفض جيش الفتح و حركة أحرار الشام وفصائل مسلحةّ إسلامية أخرى فتح ممر للمساعدات الإنسانية بموجب هذه التسوية لقريتي (كفريا والفوعة) اللتين تحاصرناهما؛ أدى بالمقابل إلى عدم سماح القوات المحاصرة لمضايا بمرور المساعدات إليها أيضاً.
انتهى الحِصار في 14 أبريل 2017، بعد أن اتفقت الحكومة السورية والمعارضة السورية على فيما يُعرف اتفاق البلدات الأربع وذلك بوساطة قطريَّة كما قيل حيث سيجرى تبادُل سُكاني على أساس طائفي، حيث سيتم إخراج 5 آلاف من أهالي كفريا والفوعة الشيعيَّتين من إدلب الواقعة تحت سيطرة الجماعات المعارضة والإسلاميَّة السُنيَّة، وفي المُقابل سيتم إخراج المُعارضين من مضايا السُنيَّة.

## ضحايا الجوع
مع اشتداد الحصار ارتفعت أسعار المواد الغذائية في البلدة فقد تجاوز سعر حليب الأطفال 150 دولارا وكيلوغرام من الأرز بلغ مئة دولار،  وحسب تسجيلات بثها ناشطون من مضايا أظهرت كيف أن السكان اضطروا إلى أكل بعض الحيوانات الأليفة مثل القطط، وكذلك الأعشاب كي يبقوا أحياء.
حتى الخامس من يناير 2016 سجلت منظمة أطباء بلا حدود وفاة 23 حالة ونقل عدد كبير من المسنين والأطفال إلى المراكز الطبية المحلية جراء حالات إغماء وإعياء بسبب سوء التغذية.

## المجتمع الدولي
أثار الحصار تنديد أطراف دولية عديدة فالخارجية الفرنسية نددت بشدة بالحصار الذي تتعرض له المدينة ، واعتبرته غير مقبول على الإطلق وحث المبعوث البريطاني الخاص إلى سوريا جاريث بايلي نظام الأسد على رفع الحصار عن مضايا وغيرها كخطوة نحو إنهاء الوضع المستمر منذ حوالي خمس سنوات. وفي رسائل بعثها العطية إلى كل من رئيس مجلس الأمن الدولي والأمين العام للأمم المتحدة ورئيس الجمعية العامة للمنظمة الدولية قال إن حصار النظام السوري لعدد من المدن والبلدات يأتي في سياق اتخاذ التجويع سلاحا يستخدمه هو وأعوانه بشكل ممنهج. ، وأعرب الأزهر عن قلقه الشديد إزاء تردي الأوضاع الإنسانية في البلدة وأكد أن ما تتعرض له هو أبشع أنواع قتل النفس.